# Poanes
Poanes is een geslacht van vlinders van de familie dikkopjes (Hesperiidae), uit de onderfamilie Hesperiinae.

## Soorten
- P. aaroni (Skinner, 1890)
- P. azin (Draudt, 1924)
- P. benito Freeman, 1979
- P. hobomok (Harris, 1862)
- P. inimica (Butler & Druce, 1872)
- P. lupulina (Plötz, 1883)
- P. massasoit (Scudder, 1863)
- P. melane (Edwards, 1869)
- P. monticola (Godman, 1900)
- P. niveolimbus (Mabille, 1887)
- P. rolla (Mabille, 1883)
- P. taxiles (Edwards, 1881)
- P. ulphila (Plötz, 1883)
- P. viator (Edwards, 1865)
- P. yehl (Skinner, 1893)
- P. zabulon (Boisduval & Le Conte, 1829)